# آنجلا آناکوندا
آنجلا آناکوندا (به انگلیسی: Angela Anaconda) انیمیشن تلویزیونی سریالی کودکانه می‌باشد که خالقان آن جوانا فرونی و سوئه رز هستند. این انیمشین از سال ۱۹۹۹ تا ۲۰۰۱ پخش می‌شد و جمعاً ۶۵ قسمت از این مجموعه تهیه شده‌اند.